# Improvizirana eksplozivna naprava
Improvizirana Eksplozivna Naprava (IEN) je eksplozivna naprava, ki je izdelana s predelavo drugih eksplozivnih sredstev (mine, granate, doma izdelan eksploziv,...). Priljubljene so predvsem med terorističnimi skupinami.
IEN sestoji iz:
- ohišja
- vžigalnika
- detonatorja
- eksplozivnega polnjenja
- vira napajanja (baterija)

Zasnova IEN je odvisna predvsem od namena uporabe in razpoložljivega materiala, sestavnih delov in znanja izdelovalcev IEN. Zato se razlikujejo predvsem po vrsti in količini eksploziva, načinu proženja in načinu dostave.